# 누벨칼레도니의 코로나19 범유행
다음은 누벨칼레도니에서 일어나고 있는 코로나19 범유행에 대한 글이다.

## 연혁

### 2020년 3월
3월 17일, 티에리 산타 대통령은 사전 예방 조치로 모든 방문객이 격리를 하고 이를 준수하지 않는 경우 벌금형에 처해질 수 있도록 모든 비행을 중단할 계획이라고 발표했다.
3월 18일, 누벨칼레도니에서 처음 두 건의 사례가 확인되었다.
3월 21일 실시한 40건의 테스트 중 2건이 확인되어 총 4건이 되었다.
3월 25일에 4건의 새로운 사례가 보고되어 총 확진자는 14건이 되었다.
3월 27일에 1건의 새로운 사례가 보고되었다.

### 2020년 5월
5월 7일, 18명의 확진자 모두 완치되었다. 당시에는 확진 사례가 없었다.

### 2020년 7월
7월 15일, 새로운 코로나19 사례가 보고되어 총 확진자 수는 22명으로 늘어났다.